# Afraates (escritor)
Afraates ou Afrates (em siríaco: ܐܰܦ̮ܪܰܗܰܛ; romaniz.: Ap̄rahaṭ; em persa: فرهاد; romaniz.: Frahāṭ; em grego: Aφραάτης; romaniz.: Aphraátēs; c. 260/275 - após 345), também mencionado como Farade (Pharhadh) na obra do século XIII de Bar Hebreu, foi um cristão e autor siríaco/persa que ficou conhecido pelos seus escritos.

## Nome
Fraates (Φραάτης, Phraátēs; Phraātēs), Afraates (Aφραάτης, Aphraátēs; Aphraātēs) ou Fraoates (Φραõάτης, Phraoátēs) são as formas grega e latinas do parta Fraate (𐭐𐭓𐭇𐭕, Frahāt), que derivou do iraniano antigo Fraata (*Frahāta-), "adquirido". Foi registrado em siríaco como Afraate (em siríaco: ܐܦܪܗܛ, Ap̄rahaṭ), armênio como Raate (Հրահատ, Hrahat) e em persa novo como Afraate (فرهاد, Afrahāt) e Farade (فرهاد, Farhād).

## Vida

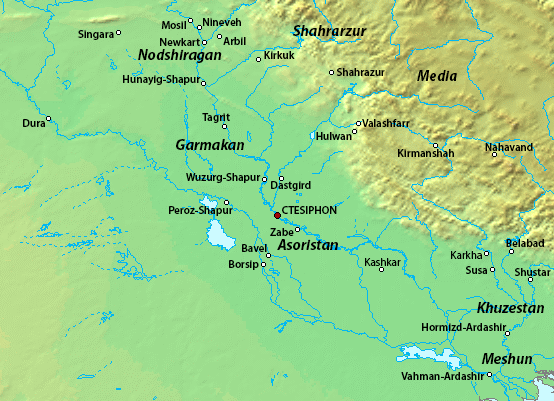
Assuristão sassânida

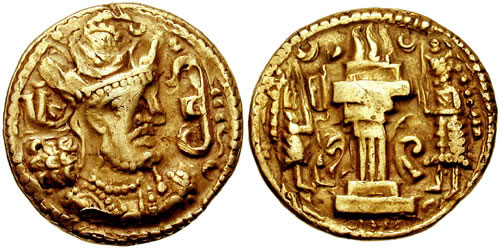
Dinar de ouro de r.

Poucos dados biográficos desse que ficou conhecido como "o Sábio Persa" (hakkimis artaya) chegaram até nós. Nasceu de pais pagãos, muito provavelmente na fronteira do Império Sassânida com a Síria romana (Assuristão), na segunda metade do século III, c. 260/275. Após sua conversão ao cristianismo, abraçou a vida religiosa e asceta sendo posteriormente elevado ao episcopado quando assumiu o nome cristão de Jacó sob o qual é conhecido num colofão de 512 que contem 12 de suas homilias. Ele teria vivido até pouco depois de 345, data de sua último homilia, e a causa de sua morte talvez possa ter sido o martírio na perseguição do xá Sapor II (r. 309–379) deflagada a partir de 345.
A adoção desse nome veio a criar uma confusão de identidade e, por séculos, os escritos de Afraates foram atribuídos ao famoso bispo Jacó de Nísibis (m. 338). A confusão já teria começado desde ao menos Genádio de Marselha (século V), que erroneamente considerou ambos como o mesmo indivíduo, e na versão armênia e etíope de 19 de suas homilias novamente se nota tal interpolação. O bispo Jorge dos árabes, escrevendo ca. 714 a um amigo que envio-lhe uma série de questões sobre "o Sábio Persa", confessou desconhecer seu nome, residência e posição, mas inferiu que era monge, e de alta estima entre os clérigos. Tal afirmação baseia-se na homilia 14, que na verdade é uma circular emitida por Afraates convocando os bispos e demais clérigos para as igrejas de Selêucia e Ctesifonte e outros locais.
O nome Afraates é mencionado pela primeira vez na obra de Icho bar Nun (século IX), mas não foi antes do século X que o "Sábio Persa" foi corretamente identificado como sendo Afraates, nome pelo qual os estudiosos modernos o reconhecem. Tal dissociação foi possível mediante comparação dos escritos de alguns autores orientais como Bar Balul (século X), Elias de Nísibis (século XI), Bar Hebreu (século XIII) e Ebede Jesus de Nísibis (século XIV), bem como pela constatação de que: primeiro, Jacó de Nísibis já estava morto desde 338, o que conflita com a datação dos escritos de Afraates; e segundo, ele era um vassalo do xá Sapor II, tornando impossível a possibilidade dele ter vivido em Nísibis, que seria cedida pelo Império Romano aos persas somente com um acordo de paz assinado pelo imperador Joviano (r. 363–364) em 363.
De acordo com uma nota marginal presente num manuscrito do Museu Britânico datado de 1314, Afraates era "bispo do Mosteiro de São Mateus [Mar Mattai]", na costa oriental do rio Tigre, próximo à moderna Moçul, na Mesopotâmia. As ruínas desse mosteiro ainda existem, sendo conhecidas atualmente por "Xeique Mata" (Sheikh Matta), e tudo indica, para o estudioso F. X. E. Albert, que foi lá onde passou a maior parte de sua vida. Norman McLean, por sua vez, considera ser improvável que tal edifício já tivesse sido construído no século IV.

## Obra
Seus escritos chegaram à atualidade na íntegra em três manuscritos dos séculos V e VI preservados no Museu Britânico. Sua obra consiste em 23 tratados, cartas e homilias que levaram o título de "Demonstrações" (em latim: demonstrationes) e que foram ordenadas de modo acróstico segundo as 22 letras do alfabeto siríaco; seu vigésimo terceiro texto teria servido como uma espécie de apêndice. Tais escritos se dirigem aos "filhos da aliança", um grupo ao qual o autor provavelmente fez parte. Essas homilias seriam melhor descritas se fossem chamadas epístolas por se apresentarem em forma de respostas a questionamentos de um amigo e constituem o mais antigo documento remanescente da Igreja Síria. A despeito de sua importância linguística, tem alto valor para o apologista católico pois formam, na opinião do Professor Burkitt, "uma completa e ordenada exposição da Fé cristã".
Elas podem ser divididas em dois grupos de acordo com o tempo de sua composição. As primeiras 10, que foram escritas em 337, tratam da (I) "Fé", (II) "Caridade", (III) "Abstinência", (IV) "Oração",(V) "Guerras", (VI) "Monges", (VII) "Penitentes", (VIII) "Ressurreição", (IX) "Humildade" e (X) "Pastores". O segundo grupo, composto em 344, consiste em (XI) "Circuncisão", (XII) "A Páscoa dos Judeus", (XIII) "O Sabá", (XIV) "Exortação", (XV) "Busca Material", (XVI) "O Chamado dos Gentis", (XVII) "Jesus, o Messias", (XVIII) "Virgindade", (XIX) "O êxodo de Israel", (XX) "Assistência aos Mendigos", (XXI) "Perseguição", (XXII) "Morte e os Últimos Dias". A esta coleção junta-se a XXIII, composta em 345 e intitulada "Concernente à Videira", em referência a Isaías 65:8.
Os ensinamentos contidos nas homilias baseiam-se em estudos de caso das Escrituras, do Velho e Novo Testamento, bem como traduções targúmicas transmitidas pelas primeiras comunidades cristãs da Mesopotâmia. Seu estilo é ascético, peculiar e rudimentar e nele não há qualquer influência do credo niceno decidido após o Primeiro Concílio de Niceia de 325 e que seria adotado pela Igreja Síria somente após o Sínodo de São Isaque (Mār Esḥāq) em Selêucia-Ctesifonte em 410. Além disso, por haver uso extensivo de citações da Bíblia, estes textos são muito valiosos para a história do cânone da Escritura Sagrada e da exegese no começo da Igreja na Mesopotâmia.

### Pensamento
Suas homilias abarcam preciosa informação sobre várias questões da teologia dogmática e moral, da liturgia e da história eclesiástica e profana e estão cheias de conclusões em favor da conformidade das doutrinas da Igreja Católica com aquelas do começo da Igreja Cristã no século IV. Dentro os pontos abordados estão a virgindade perpétua da Virgem Maria e sua Maternidade Divina, a fundação da Igreja por São Pedro, a existência de todos os sacramentos, exceto o casamento, que não é mencionado e a confirmação de que, durante a Eucaristia, estão presentes os verdadeiros corpo e sangue de Cristo. Na homilia 7, ao lidar com a questão da penitência e dos penitentes, Afraates considerou o sacerdote como um médico encarregado de curar as feridas do homem. O pecador deveria informar suas enfermidades ao médico de modo a serem curadas, ou seja, deveria confessar seus pecados ao sacerdote, que era obrigado ao sigilo.
Para Afraates, o Império Romano – referido como "os filhos de Sem/Esaú" e descrito como a quarta besta da visão do profeta Daniel – triunfaria sobre o Império Sassânida (persas) e governaria o mundo até o retorno de Cristo. Tal associação deveu-se, sobretudo, a sua simpatia pelo imperador Constantino (r. 306–337), que afirmou ser o protetor de todos os cristãos que viviam sob dominação persa. Outros pontos apreensíveis de sua obra são seu apoio e prática do celibato, que não via como necessário para o batismo, e sua deploração da hipocrisia e mania pelo poder de certos líderes de nome não registrado de sua comunidade. Também fica expressa sua espiritualidade otimista, imersa numa atmosfera de doçura e paz.
Segundo o papa Bento XVI, para Afraates "a vida cristã se centra na imitação de Cristo" e considera que "a humildade é uma das virtudes mais acordes para seus discípulos porque (…) a natureza do ser humano é humilde e é Deus quem o exalta na sua glória. (…) Permanecendo humilde também na realidade temporal, o cristão pode entrar na relação com o Senhor". Ainda, segundo ele, a sua visão do ser humano e de sua realidade corporal "é muito positiva: o corpo humano (…) está chamado à beleza, a alegria, à luz" e "a fé faz possível uma caridade sincera que se expressa no amor a Deus e ao próximo". A chave no pensamento de Afraates, afirma o papa, é o conceito de jejum, que "entende em um sentido muito amplo: (…) jejum de alimentos como prática necessária para ser caritativo, (…) das palavras vãs ou detestáveis, (…) da cólera, da propriedade de bens".

## Legado
Norman McLean avaliou que Afraates impressiona os leitores favoravelmente pela sinceridade, moderação na controvérsia, simplicidade de estilo e linguagem e saturação com as ideias e palavras da Santa Escritura, porém está cheio de repetições embaraçosas, carece de precisão na argumentação e é propenso a digressões, suas citações da Bíblia são frequentemente inapropriadas e é amplamente influenciado pela exegese judaica. Por sua inúmeras citações, seria importante testemunha da forma como os Evangelhos foram lidos na Igreja Síria de seu tempo, os maus morais que infectaram a Igreja, a perseguição aos cristãos deflagada por Sapor II, a simpatia dos cristãos persas ao Império Romano a condição das instituições monásticas precoces, a prática da Páscoa na Igreja Siríaca, etc.